# Famille Sanframondo
Les Sanframondo sont une famille de la noblesse italienne d'origine normande qui laissa son nom à une commune italienne de Campanie : Guardia Sanframondi.

## Historique
Localisée en Italie méridionale, cette famille est issue d'un certain Raon de Sancti Framundi (Raone di Sanframondo en italien), un chevalier normand qui pourrait être originaire de Saint-Fromond dans le Cotentin. Raon de Sanframondo est mentionné pour la première fois dans les années 1130 ; ayant soutenu le roi Roger II de Sicile dans sa lutte contre son rival et beau-frère Rainulf II d'Alife († 1139), il reçoit en récompense des terres confisquées aux vassaux de Rainulf.
Raon est à l'origine du château de Guardia Sanframondi, petite ville située dans l'actuelle province de Bénévent, et qui restera un fief familial jusqu'en 1460.
Son fils Guillaume (fils) de Raon (Guglielmo (figlio) di Raone), seigneur de Cerreto Sannita, lui succède et prend le nom de « Sanframondo » vers le milieu du XIIe siècle. En 1151 il est cité dans un document en latin en ces termes : « Ego Guilelmus Sancti Framundi filius q. Ragonis qui de Sancto Framundo fuit cognaminatus… ».
La famille Sanframondo survit à la chute de la Maison de Hauteville et à la prise de contrôle du royaume de Sicile par les Hohenstaufen (1194) et conserve une certaine importance dans le sud de l'Italie.
En 1239, Guillaume III de Sanframondo est nommé par le roi Frédéric de Sicile, justicier en Terre de Labour.
Sous le règne du roi angevin de Naples Charles II (1285–1309), Jean II de Sanframondo est nommé vice-roi de province des Abruzzes (1285).